# Dazaga
Dazaga (auch: Dasa, Daza, Dazza und Gorane) ist eine Sprache, die in Tschad und Niger von der zu den Tubu gehörenden Ethnie der Daza gesprochen wird. Sie zählt zu den saharanischen Sprachen, einem Zweig der nilosaharanischen Sprachfamilie.
Die Sprache wird von schätzungsweise 537.000 Menschen gesprochen. In Tschad hat sie rund 487.000 Sprecher. Dort ist sie in den Provinzen Barh El Gazel, Batha, Borkou, Ennedi Est, Ennedi Ouest, Hadjer-Lamis, Kanem, Lac und Wadi Fira verbreitet. In Niger wird Dazaga von rund 50.000 Personen in den Departements Gouré und N’Guigmi gesprochen.
Dialekte des Dazaga sind Azzaga und Kashirda. Gemeinsam mit der ähnlichen Sprache Tedaga wird Dazaga vor allem in Niger gelegentlich zur Sprache Tubu zusammengefasst.